# The Honda Classic
The Honda Classic est un tournoi de golf. Tournoi du PGA Tour, il s'est déroulé initialement, sous le nom Jackie Gleason's Inverrary Classic, sur le parcours de la ville de Lauderhill. En 1981, la firme American Motors devient le sponsor du tournoi avant de laisser Honda le devenir en 1982.
De 1984 à 1991, il se déroule à Coral Springs, toujours en Floride, puis à Weston jusqu'en 1995. Après un retour à Coral Springs jusqu'en 2002. 
C'est en 2003 qu'il rejoint Palm Beach Gardens, d'abord sur le parcours du Country Club at Mirasol puis le PGA National Resort and Spa's Champion Course.
Malgré une bourse intéressante, certain joueur préfère ne pas le disputer en raison de son placement dans le calendrier. Placé après le CA Championship et précédant de peu le Masters, ces joueurs préfèrent s'accorder cette semaine pour se préparer pour la première épreuve du Grand Chelem. C'est ainsi que Tiger Woods a disputé le tournoi à quelques reprises, que Ernie Els a été absent de 1999 à 2008 et que Phil Mickelson l'est depuis 2002.
Cela n'empêche pas de voir de grands noms figurer au palmarès, dont Jack Nicklaus.

## Palmarès
| Année                                              | Vainqueur          | Nationalité     |
| -------------------------------------------------- | ------------------ | --------------- |
| Jackie Gleason's Inverrary Classic                 |                    |                 |
| 1972                                               | Tom Weiskopf       | États-Unis      |
| Jackie Gleason Inverrary-National Airlines Classic |                    |                 |
| 1973                                               | Lee Trevino        | États-Unis      |
| Jackie Gleason-Inverrary Classic                   |                    |                 |
| 1974                                               | Leonard Thompson   | États-Unis      |
| 1975                                               | Bob Murphy         | États-Unis      |
| 1976                                               | pas de tournoi     | pas de tournoi  |
| 1977                                               | Jack Nicklaus      | États-Unis      |
| 1978                                               | Jack Nicklaus      | États-Unis      |
| 1979                                               | Larry Nelson       | États-Unis      |
| 1980                                               | Johnny Miller      | États-Unis      |
| American Motors Inverrary Classic                  |                    |                 |
| 1981                                               | Tom Kite           | États-Unis      |
| Honda Inverrary Classic                            |                    |                 |
| 1982                                               | Hale Irwin         | États-Unis      |
| 1983                                               | Johnny Miller      | États-Unis      |
| Honda Classic                                      |                    |                 |
| 1984                                               | Bruce Lietzke      | États-Unis      |
| 1985                                               | Curtis Strange     | États-Unis      |
| 1986                                               | Kenny Knox         | États-Unis      |
| 1987                                               | Mark Calcavecchia  | États-Unis      |
| 1988                                               | Joey Sindelar      | États-Unis      |
| 1989                                               | Blaine McCallister | États-Unis      |
| 1990                                               | John Huston        | États-Unis      |
| 1991                                               | Steve Pate         | États-Unis      |
| 1992                                               | Corey Pavin        | États-Unis      |
| 1993                                               | Fred Couples       | États-Unis      |
| 1994                                               | Nick Price         | Zimbabwe        |
| 1995                                               | Mark O'Meara       | États-Unis      |
| 1996                                               | Tim Herron         | États-Unis      |
| 1997                                               | Stuart Appleby     | Australie       |
| 1998                                               | Mark Calcavecchia  | États-Unis      |
| 1999                                               | Vijay Singh        | Fidji           |
| 2000                                               | Dudley Hart        | États-Unis      |
| 2001                                               | Jesper Parnevik    | Suède           |
| 2002                                               | Matt Kuchar        | États-Unis      |
| 2003                                               | Justin Leonard     | États-Unis      |
| 2004                                               | Todd Hamilton      | États-Unis      |
| 2005                                               | Padraig Harrington | Irlande         |
| 2006                                               | Luke Donald        | États-Unis      |
| 2007                                               | Mark Wilson        | États-Unis      |
| 2008                                               | Ernie Els          | Afrique du Sud  |
| 2009                                               | Yang Yong-eun      | Corée du Sud    |
| 2010                                               | Camilo Villegas    | Colombie        |
| 2011                                               | Rory Sabbatini     | Afrique du Sud  |
| 2012                                               | Rory McIlroy       | Irlande du Nord |
| 2013                                               | Michael Thompson   | États-Unis      |
| 2014                                               | Russell Henley     | États-Unis      |
| 2015                                               | Padraig Harrington | Irlande         |
| 2016                                               | Adam Scott         | Australie       |
| 2017                                               | Rickie Fowler      | États-Unis      |
| 2018                                               | Justin Thomas      | États-Unis      |
| 2019                                               | Keith Mitchell     | États-Unis      |
| 2020                                               | Im Sung-jae        | Corée du Sud    |
| 2021                                               | Matt Jones,        | Australie       |

### Vainqueurs multiples
| Total | Golfeur            | Année(s)   |
| ----- | ------------------ | ---------- |
| 2     | Jack Nicklaus      | 1977, 1978 |
| 2     | Johnny Miller      | 1980, 1983 |
| 2     | Mark Calcavecchia  | 1987, 1998 |
| 2     | Padraig Harrington | 2005, 2015 |